# Dasydera
Dasydera is een monotypisch geslacht van kevers uit de familie van de kortschildkevers (Staphylinidae).

## Soort
- Dasydera algophila Broun, 1886